# Dinotrema necrophilum
Dinotrema necrophilum är en stekelart som först beskrevs av Karl-Johan Hedqvist 1972.  Dinotrema necrophilum ingår i släktet Dinotrema och familjen bracksteklar. Arten är reproducerande i Sverige. Inga underarter finns listade i Catalogue of Life.